# 206P/Barnard-Boattini
La cometa Barnard-Boattini, indicata formalmente come 206P/Barnard-Boattini e precedentemente conosciuta come cometa Barnard 3 o D/1892 T1, è una cometa periodica del Sistema solare, appartenente alla famiglia delle comete gioviane.
Fu la prima cometa ad essere scoperta per mezzo della fotografia, dall'astronomo statunitense Edward Emerson Barnard nella notte del 13 ottobre 1892 dal Lick Observatory, in California. La cometa è stata riscoperta casualmente il 7 ottobre 2008 dall'astronomo italiano Andrea Boattini (è la sua sesta cometa scoperta, la terza in 10 giorni con le comete C/2008 S3 e la 340P/Boattini) col Telescopio Schmidt di 0,68 metri usato dal programma Catalina Sky Survey (CSS, codice 703) gestito dall'Osservatorio Steward situato sul Monte Lemmon, in Arizona (USA).

## L'apparizione del 1892
Al momento della sua prima scoperta, la cometa Barnard apparve estremamente fioca anche ai telescopi del tempo e solo l'utilizzo della nuova tecnologia fotografica ne permise l'individuazione. Durante la fase di avvicinamento al perielio, la cometa rimase estremamente debole, toccando una magnitudine minima (corrispondente al massimo valore di luminosità) di 13,3-13,4 il 17 dicembre.
Furono effettuati numerosi tentativi di calcolo dell'orbita dai dati osservativi. La maggior parte di essi indicò che la cometa percorreva un'orbita ellittica, di periodo compreso tra 6,23 e 6,84 anni. I risultati delle ultime ricerche, condotte da Donald K. Yeomans nel 1975, indicarono 6,52 anni come valore più plausibile per il periodo orbitale.
Fino alla scoperta casuale del 2008, la cometa non fu più recuperata dopo l'apparizione nell'anno della sua scoperta, a dispetto delle predizioni del suo ritorno per gli anni 1899 e 1905.

## La riscoperta del 2008
La riscoperta della cometa nel 2008 è stata resa possibile dalle nuove tecnologie digitali. La cometa infatti è apparsa più debole che non al momento della sua prima scoperta. Ciò aiuta a spiegare la ragione per la quale la cometa non è stata osservata nei venti passaggi al perielio che ci sono stati tra il 1892 ed il 2008 e fa supporre che nel 1892 la cometa fosse in una fase di outburst. La ridotta luminosità della cometa può essere attribuita sia a dimensioni ridotte sia ad un'eccessiva riduzione del contenuto di materiali volatili del nucleo in seguito ad una lunga storia di transiti nel sistema solare interno.
È curioso che giusto un mese prima della riscoperta della cometa Barnard 3, due astrofili giapponesi avessero ritrovato anche un'altra cometa perduta da oltre un secolo: la 205P/Giacobini (D/1896 R2), e proprio la loro riscoperta ha permesso di assegnare alla cometa la numerazione ufficiale. Tuttavia, poiché in quest'ultimo caso la scoperta della cometa P/2008 T3 era stata già riconosciuta ufficialmente ed attribuita ad Andrea Boattini prima che fosse identificata come il ritorno della cometa D/1892 T1, la cometa d'ora in avanti porterà nella denominazione ufficiale entrambi i nomi dei suoi scopritori.

## Studi sulla cometa
È possibile trovare alcune coincidenze tra lo sciame meteorico associato alla cometa 206P/Barnard-Boattini e quello associato alla cometa 14P/Wolf (α-Capricornidi). Entrambe le comete seguivano, prima del 1922, orbite tanto simili che il nucleo della cometa Barnard-Boattini è ritenuto un frammento di quello della cometa Wolf, separatosi prima del 1892.
Nel 1922, l'azione gravitazionale di Giove ha spinto la cometa Wolf su un'orbita che le impedisce di rilasciare nuove particelle in prossimità della Terra e quindi di rifornire la componente dello sciame meteorico ad essa associata, che sarà destinata ad esaurirsi. Nel caso, invece, della componente delle α-Capricornidi associata con 206P/Barnard-Boattini non è chiaro se è tuttora rifornita dalla cometa oppure se è destinata ad esaurirsi (se il nucleo cometario fosse divenuto quiescente, o se si fosse consumato e fosse scomparso). Una risposta sullo stato del nucleo potrà derivare dallo studio dell'evoluzione dell'intensità delle α-Capricornidi nei prossimi anni.
Da una prima serie di calcoli che tengono conto sia delle osservazioni del 1892 sia di quelle del 2008, emerge che la cometa ha avuto tre incontri ravvicinati con Giove nell'ultimo secolo, passando ad una distanza prossima alle 0,3-0,4 UA dal pianeta nell'ottobre del 1922, nell'agosto del 1934 e nell'agosto del 2005.
Un passaggio molto ravvicinato col pianeta Giove a metà 2017 potrebbe cambiare l'orbita della cometa.